# 인디텍스
인디텍스(Inditex)는 스페인의 갈리시아 지방 라코루냐 주 아르테익소에 본사를 둔 의류 기업이다. 창업자이자 회장인 아만시오 오르테가는 순자산 기준 스페인 1위, 세계 12위의 갑부이다. 마드리드 증권거래소에 상장된 기업으로, 그룹 산하 브랜드 7개를 보유하고 있다.
인디텍스는 모든 이가 아름답고, 윤리적으로 생산되는 고품질의 패션 제품을 입을 권리를 추구하며, 판매하는 모든 품목과 생산에 사용되는 재료의 수명 주기를 최대화하고 있다.
전 세계적으로 디자인, 제조, 유통 및 소매 등 패션 생산의 핵심 요소에 초점을 맞춘 단일회사로서 유연성, 디지털 통합 및 지속 가능성이라는 세 가지 요소를 통해 고객이 원하는 제품을 합리적인 가격에 제공 중이다.
2023년 매출은 전년 대비 10.4% 증가한 359억 유로, 순이익은 30.3% 증가한 54억 유로다. 2024년 3월 기준 213개국에 5,692개의 매장으로 총 임직원 수는 16만명이다.
국내에서 전개하고 있는 브랜드는 자라, 마시모두띠, 자라홈이 있다.

## 자회사
자라, 자라홈, 풀앤베어, 버쉬카, 마시모두티, 스트라디바리우스, 오이쇼 등 총 7개 브랜드를 전개한다. 이중 자라, 자라홈, 마시모두띠 세 브랜드가 한국에 진출해 있다.